# Barnmorskorna
Barnmorskorna är en dokumentär TV-serie som sändes i SVT 2008. Serien handlar om barnmorskornas arbete på Karolinska Universitetssjukhuset i Huddinge.